# Wilhelm Heller (Jurist)

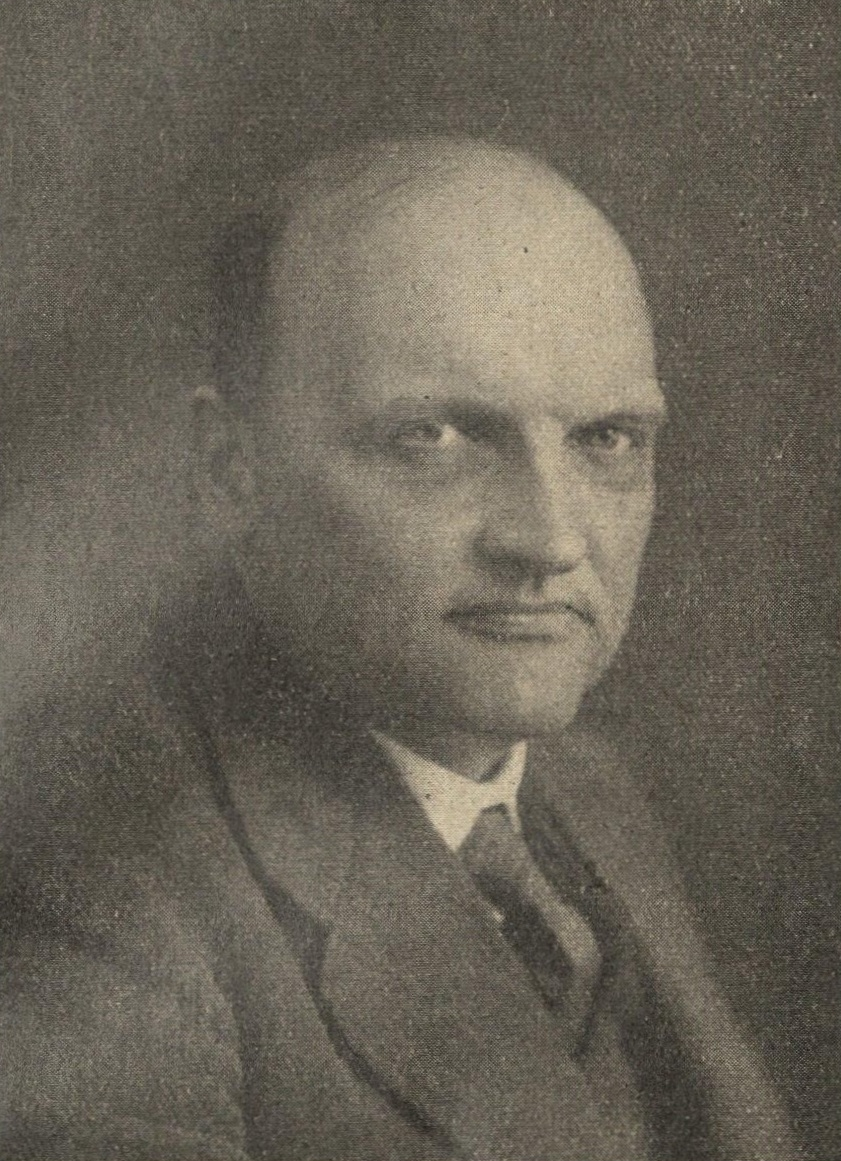
Wilhelm Heller, undatierte Fotografie

Wilhelm Heller (* 1. August 1888 in Berlin; † 17. Februar 1947 im Speziallager Sachsenhausen) war ein deutscher Verwaltungsbeamter und Landrat des Landkreises Usedom-Wollin.

## Leben
Wilhelm Heller studierte Rechtswissenschaften. Infolge der 1910 erfolgreich abgelegten 1. juristischen Staatsprüfung wurde er 1911 Gerichtsreferendar und 1912 Regierungsreferendar bei der Regierung in Danzig. Heller war Teilnehmer am Ersten Weltkrieg. 1917 war er Regierungsassessor und Hilfsarbeiter in den Landratsämtern Arnswalde und Lyck und anschließend Regierungsreferendar in Allenstein.
Ab 1920 arbeitete er beim Oberpräsidium der Rheinprovinz. Gleichzeitig gehörte er der Kommission des Auswärtigen Amtes in Posen an, die an der Feststellung der deutsch-polnischen Grenze arbeitete. 1921 wurde er Regierungsrat und 1922 Oberregierungsrat.
Von 1925 bis 1929 war Heller Mitglied der Deutschen Volkspartei (DVP). Ab 1929 war er kommissarisch, 1930 dann offiziell Landrat des Landkreises Usedom-Wollin. Er war Mitglied der Prüfungskommission für höhere Verwaltungsbeamte. Er saß im Aufsichtsrat der Gas- und Elektrizitätswerke Swinemünde und war Direktor der Kreisfeuersozietät. Am 5. Mai 1933 wurde er in den einstweiligen Ruhestand versetzt.
Danach war er bei der Finanz- und Baudirektion im Preußischen Ministerium für Wirtschaft und Arbeit (Reichsarbeitsministerium)  tätig und wurde am 1. Mai 1935 zum Ministerialrat ernannt. Während des Zweiten Weltkrieges war er in der Abteilung III-Wi 5 „Sondergruppe Arbeitspolitik und Sozialverwaltung“ im Reichsministerium für die besetzten Ostgebiete beschäftigt.
Nach Kriegsende wurde Heller im September 1945 festgenommen und ab Oktober 1945 im Speziallager Sachsenhausen interniert, wo er am 17. Februar 1947 starb.